# Jeanne Stunyo
Jeanne Stunyo   (Gary, 11 d'abril de 1936) és una saltadora estatunidenca que va competir durant la dècada de 1950.
El 1956 va prendre part en els Jocs Olímpics d'Estiu de Melbourne, on guanyà la medalla de plata en la competició del salt de trampolí de 3 metres del programa de salts.
En el seu palmarès també destaca una medalla de plata en la prova de trampolí als Jocs Panamericans de 1955.